# Cherves-Richemont
Cherves-Richemont è un comune delegato del comune di Val-de-Cognac, nel dipartimento della Charente, nella regione della Nuova Aquitania. In precedenza comune autonomo, il 1º gennaio 2024 è confluito insieme all'ex comune di Saint-Sulpice-de-Cognac nel nuovo comune di Val-de-Cognac.
Il comune a sua volta era nato dall'unione nel 1972 dei precedenti comuni di Cherves-de-Cognac e di Richemont. Comprende anche il villaggio di Orlut e numerosi piccoli nuclei di antica origine.

## Geografia fisica
Il comune si trova sulla riva destra del fiume Charente, nella Saintonge.
Il suo territorio si estende sul bordo del bacino sedimentario aquitano e dal punto di vista geologico è suddiviso in due zone distinte. La parte occidentale è costituita da un tavolato calcareo intagliato dalla valle del fiume Antenne (con un'altitudine di 73 m sulla riva destra e di 60 m sulla riva sinistra), mentre la parte orientale è una zona pianeggiante risalente al Giurassico, con terreni argillo-marnosi che contengono banchi di gesso, e fossili.
Nella parte pianeggiante si trovavano terreni paludosi che furono drenati alla fine del XV secolo con la sistemazione del Fossé du Roi.
Il territorio è attraversato da due affluenti di destra della Charente: l'Antenne, lungo il cui corso sono stati costruiti nel tempo diversi mulini, e il Fossé du Roi.
A Orlut si trovano delle antiche cave oggi riempite d'acqua.
Il clima è di tipo oceanico.

## Storia
La valle del fiume Antenne era stata abitata già in epoca paleolitica, come testimonia il ritrovamento di diversi ripari sotto roccia (riparo di Bois-Roche) e ancora nell'età del ferro (necropoli a fosse circolari nella località di Franchie.
In epoca romana il territorio era attraversato da una strada romana della quale è stato rinvenuto un miliario.

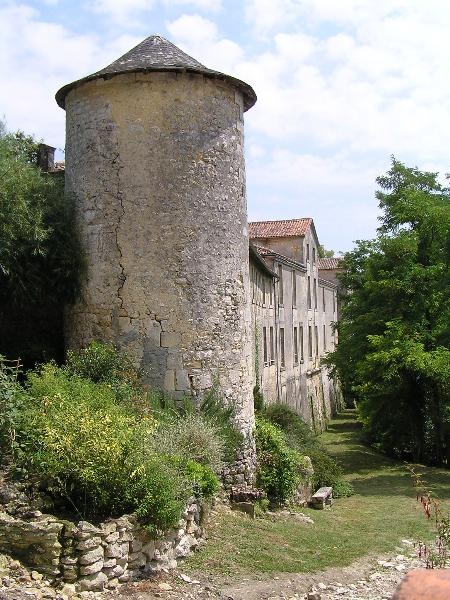
Torre del castello di Richemont

Il villaggio di Cherves è menzionato per la prima volta nell'anno 852 come capoluogo di una circoscrizione giudiziaria (vicaria) . Nel territorio sorsero numerosi feudi, che fortificarono le zone alte con motte e castelli. In seguito alle contese nel ducato di Aquitania tra Enrico II d'Inghilterra e il figlio Riccardo Cuor di Leone, i castelli di Richemont e di Bois-Roche furono distrutti nel 1179.
Nel XVI secolo il re Francesco I fece canalizzare il corso del Fossé du Roi per completare il prosciugamento delle terre basse già iniziato dal conte d'Angoulême Giovanni di Valois-Orléans. Una barriera situata poco prima della confluenza del corso d'acqua nella Charente permise di creare un vasto stagno che riforniva di pesce gli abitanti della vicina città di Cognac.
Il ponte sulla Charente, ai limiti del territorio comunale, fu interessato dai combattimenti tra le truppe protestanti e quelle guidate da Gaspard de Coligny in ritirata dopo la battaglia di Jarnac (1569) e fu distrutto il castello di Plumejeau: in tale occasione fu probabilmente seppellito il tesoro di Cherves, una raccolta di oggetti liturgici del XIII secolo, rinvenuto nel 1896. Al posto del precedente castello fu costruita nel 1610 la nuova residenza dei signori di Cherves, il castello di Chesnel.
Il ponte sulla Charente fu nuovamente teatro di combattimenti anche nel 1651 e i due avvenimenti sono ricordati in un obelisco elevato al centro del ponte stesso.
I rappresentanti di Cherves e di Richemont parteciparono agli Stati generali che si tennero a Cognac il 7 marzo del 1787. Con la Rivoluzione francese nel 1793 furono creati i comuni di Richemont e di Cherves. Nello stesso anno furono distrutti i villaggi di Croix-de-Pique e di Champblanc, che appartenevano al comune.
Nell'Ottocento il comune partecipò allo sviluppo economico della zona, dovuto crescita della produzione e vendita del cognac e molte residenze furono costruite o rinnovate in questo periodo. La floridezza cessò con il diffondersi della fillossera (e alcuni edifici non vennero mai completati dopo essere stati iniziati).
La decrescita demografica a seguito delle perdite nella prima guerra mondiale fu parzialmente moderata dall'afflusso di immigranti che lavoravano alle cave di gesso di Orlut, spesso rifugiati politici italiani e spagnoli.

## Monumenti e luoghi d'interesse
- Chiesa di Saint-Vivien, in stile romanico, donata nel 1073 al priorato di Saint-Léger di Cognac. Nel XII secolo vi fu aggiunta un'abside e in seguito venne fortificata con l'aggiunta di un cammino di ronda munito di feritoie. Davanti alla chiesa c'è la base in pietra per una croce, del XV secolo.

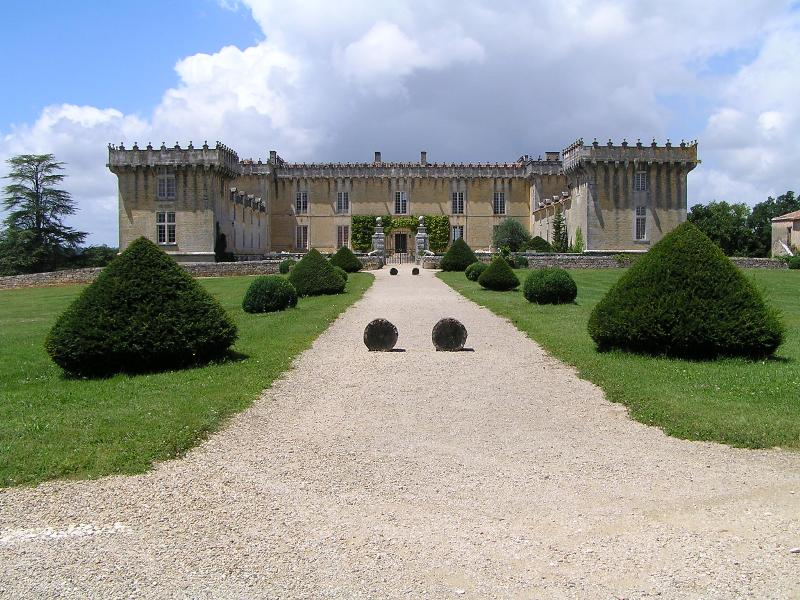
Castello di Chesnel

- Castello di Chesnel, costruito come residenza dei signori di Cherves tra il 1610 e il 1625. Si compone di una vasta corte anteriore, affiancata da due ali con torri quadrate, e di un edificio centrale a pianta quadrata con cortile al centro. I coronamenti sono merlati.
- Chiesa di Saint-Georges di Richemont, ricostruita nel 1857, con cripta dell'XI secolo e castello di Richemont, ricostruito nel XVII secolo e trasformato in seguito in seminario, ora sede di un istituto rurale. La colombaia venne costruita tra il 1574 e il 1582.
- Residenza di Saint-Rémy, costruita nel 1698, con corpo di fabbrica rettangolare fiancheggiato da due padiglioni più alti con copertura curvilinea.
- Residenza di Boussac, del XVII secolo con mulino attestato dal 1427.
- Residenza di Bourgneuf, del XVI secolo
- Resti del castello di Bois-Roche

Altre residenze sono quelle di Coudret (grande e piccola) e di Fontaulière, pertinenti a feudi esistenti prima del XVI secolo, ma fortemente rimaneggiate nell'Ottocento.
Una serie di mulini sono presenti lungo il corso dell'Ardenne: mulini di Chazotte, di Prézier, della piccola Houmade, di Bricoine, il già citato mulino di Boussac.
- Sito paleontologico di Champblanc: nelle cave di gesso abbandonate sono stati messi in luce resti faunistici di una vasta laguna che esistette nel territorio tra la fine del Giurassico e l'inizio del Cretaceo (circa 140 milioni di anni fa). I fossili, che comprendono anche resti di mammiferi, sono conservati al museo di Angoulême.
- Altri resti faunistici sono stati rinvenuti nel riparo sotto roccia di Bois-Roche, di epoca paleolitica.

## Economia
Il territorio comprende un'ampia estensione di terreni agricoli, dedicati soprattutto alla produzione di vini bianchi per la fabbricazione del cognac. Altre coltivazioni sono quelle dei cereali e del foraggio per l'allevamento dei bovini. In passato era diffusa anche la coltivazione della canapa e dello zafferano.
L'attività industriale è legata alla presenza di cave di gesso: nel 1878 fu aperta la fabbrica di stucco Daunizeau, che ebbe una propria linea ferroviaria che la collegava alla stazione di Cognac fino al 1944 (quando fu distrutta da un bombardamento) e fu in seguito assorbita dal gruppo Garandeau, proprietario di diverse cave di gesso dal 1869 e tuttora in attività.

## Infrastrutture e trasporti
Il comune è attraversato dalle ex strade nazionali:
- D731: tra Cognac a Sainte-Hilaire-de-Villefranche;
- D85: da Richemont a Matha (antica strada tra Blaye ed Ébéon, con stazione di posta a Fontaine Saint-Vivien.
- D48: da Cognac a Bréville
- D55 e D159 (che in parte segue il tracciato di una strada romana)

Tra il 1896 e il 1949 il comune è stato servito dalla linea ferroviaria tra Cognac e Saint-Jean-d'Angely.

## Società

### Evoluzione demografica
Abitanti censiti

## Amministrazione
Il comune fa parte del cantone di Cognac-Nord e della comunità di comuni di Cognac, a sua volta appartenente al "Sindacato dei Pays Ouest-Charente Pays du cognac". Ha lo statuto di comune associato. Il sindaco, eletto nel 2006 è Alain Riffaud.

### Gemellaggi
- Moral de Calatrava, Spagna